# Carl Meissner
Carl Meissner (Bern, 1 november 1800 - Bazel, 2 mei 1874) was een Zwitsers botanicus en rector.

## Biografie
Tijdens zijn veertigjarige academische carrière was Meissner professor in de plantkunde aan de Universiteit van Bazel.
Hij leverde enkele belangrijke bijdragen aan de plantkundige literatuur, zoals het verzamelwerk Plantarum Vascularum Genera en monografieën over de Polygonaceae, de Lauraceae, de Proteaceae, de Thymelaeaceae en de Hernandiaceae.
Meissner staat vooral bekend vanwege zijn beschrijvingen van de flora in Australië. Hij beschreef als eerste honderden soorten behorende tot de Proteaceae, maar ook Australische soorten in de families van de Fabaceae, de Mimosaceae en de Myrtaceae.
Hij was ook een tijdlang rector van de Universiteit van Bazel.
- Author citation (botany): Meisn.
- CiNii: DA16891409
- Gemeinsame Normdatei: 103106553
- Historisch woordenboek van Zwitserland: 031986
- International Standard Name Identifier: 0000 0000 8003 8703
- Library of Congress Control Number: nr00022863
- Nederlandse Thesaurus van Auteursnamen: 070686513
- LIBRIS: 265098
- Système universitaire de documentation: 137953445
- Museum of New Zealand Te Papa Tongarewa: 50377
- Virtual International Authority File: 76723120
- WorldCat: E39PBJvRQQVjtKJyPxRdBWVKVC